# Adobe Photoshop Lightroom
Adobe Photoshop Lightroom chiamato di solito Lightroom è un programma fotografico sviluppato da Adobe disponibile per macOS e Microsoft Windows, progettato per assistere i fotografi professionisti nel gestire grossi quantitativi di immagini nel corso del processo di post-produzione.
Lightroom è stato sviluppato seguendo i feedback degli utenti più interessati al prodotto (fotografia professionale), ottenuti con il rilascio di molteplici versioni preliminari, ciascuna delle quali aggiungeva nuove caratteristiche al prodotto.
La prima release, denominata Beta 1, fu resa disponibile per la sola piattaforma Mac OS X, il 9 gennaio 2006. Il 18 luglio 2006, con la release Beta 3, venne aggiunto il supporto per i sistemi  Microsoft Windows. La Beta 4 fu pubblicata il 25 settembre 2006, e poi rapidamente sostituita dalla beta 4.1 pubblicata il 19 ottobre 2006.
Lo sviluppo di Lightroom è cominciato prima del 2002; il nome in codice del progetto era Shadowland. Un aspetto interessante della sua implementazione è che il 40% del codice è scritto utilizzando Lua, un linguaggio di scripting.
Il nome Lightroom si traduce in italiano con "camera chiara"; camera chiara o camera lucida è il nome di un apparecchio progettato dall'inglese William Hyde Wollaston nel 1807 che consentiva a chiunque di disegnare facilmente una scena su un foglio appoggiato ad una tavoletta guardandole contemporaneamente attraverso un prisma. Ne fece uso anche W. H. Fox Talbot prima di sperimentare procedimenti fotografici. Aveva la stessa funzione della nota "camera oscura" utilizzata dai pittori del XVII e XVIII secolo e che fu poi adottata nei primi decenni dell'800 per fissare l'immagine su lastre trattate con sostanze fotosensibili.
Inoltre La camera chiara è il titolo di un famoso saggio di Roland Barthes sulla fotografia.

## Moduli di lavoro e caratteristiche
A differenza dei software di fotoritocco tradizionali, Lightroom comprende un flusso di lavoro completo che parte dall'importazione, passa per la catalogazione e lo sviluppo dell'immagine, concludendosi poi con l'esportazione su file, pagina web oppure su carta mediante la stampa. Ogni fase del flusso è gestita da un'opportuna area di lavoro chiamata  modulo. I moduli a disposizione con Lightroom sono:
- Libreria - importazione, raccolta, catalogazione, revisione ed organizzazione delle immagini con inserimento di tag e metadati
- Sviluppo - modifica non distruttiva dei file importati
- Mappa - geolocalizzazione delle immagini
- Libro - per la realizzazione di veri e propri book fotografici
- Presentazione - strumenti per esportare slideshow in formato PDF oppure video (con risoluzione fino a 1080p)
- Stampa - strumenti per preparazione alla stampa con opzioni sul layout
- Web - creazione automatica di gallerie fotografiche web e gestione dell'upload su server